# Catch Me
Catch Me (캐치미?, KaechimiLR), conosciuto anche con il titolo internazionale Steal My Heart, è un film del 2013 diretto da Lee Hyeon-jong.

## Trama
Lee Ho-tae è un poliziotto esperto nella ricerca e nella cattura dei sospetti. Durante una delle sue operazioni, mentre è sul punto di arrestare un pericoloso assassino seriale, quest'ultimo viene – per due volte – travolto da una macchina, che poi fugge senza fermarsi. Ho-tae si mette così alla ricerca del guidatore, per poi scoprire che era Yoon Jin-sook, il suo primo amore. Tuttavia, il giorno in cui Ho-tae aveva deciso di dichiararsi, Jin-sook non si era presentata, poiché un imprevisto con la polizia l'aveva trattenuta.
Dopo aver rivisto Jin-sook, in Ho-tae riaffiorano tuttavia i sentimenti di un tempo; oltre a questo, scopre però che nel frattempo la giovane è diventata un'esperta ladra, la quale ha messo a segno furti nell'intera Seul ed è tra tempo tra i principali ricercati della nazione. Ho-tae decide così di non denunciarla, cercando di riportarla sulla "retta via" ed evitando nel frattempo che i suoi colleghi sospettino di lui.

## Distribuzione
Nella Corea del Sud, la pellicola è stata distribuita a partire dal 18 dicembre 2013 da Lotte Entertainment.